# Greenwich Village
Greenwich Village (também conhecido como West Village ou simplesmente Village) é uma ampla e tradicional área residencial da cidade de Nova Iorque, situada no lado oeste de Lower Manhattan (parte meridional de Manhattan). É cercada pelo East Village a leste; o SoHo a sul; e Chelsea a norte. A Universidade de Nova Iorque se localiza no local, que também é o berço da geração beat. Foi lá onde ocorreu a Rebelião de Stonewall (1969), entre outros eventos de grande impacto na cultura americana da segunda metade do século XX.

## História

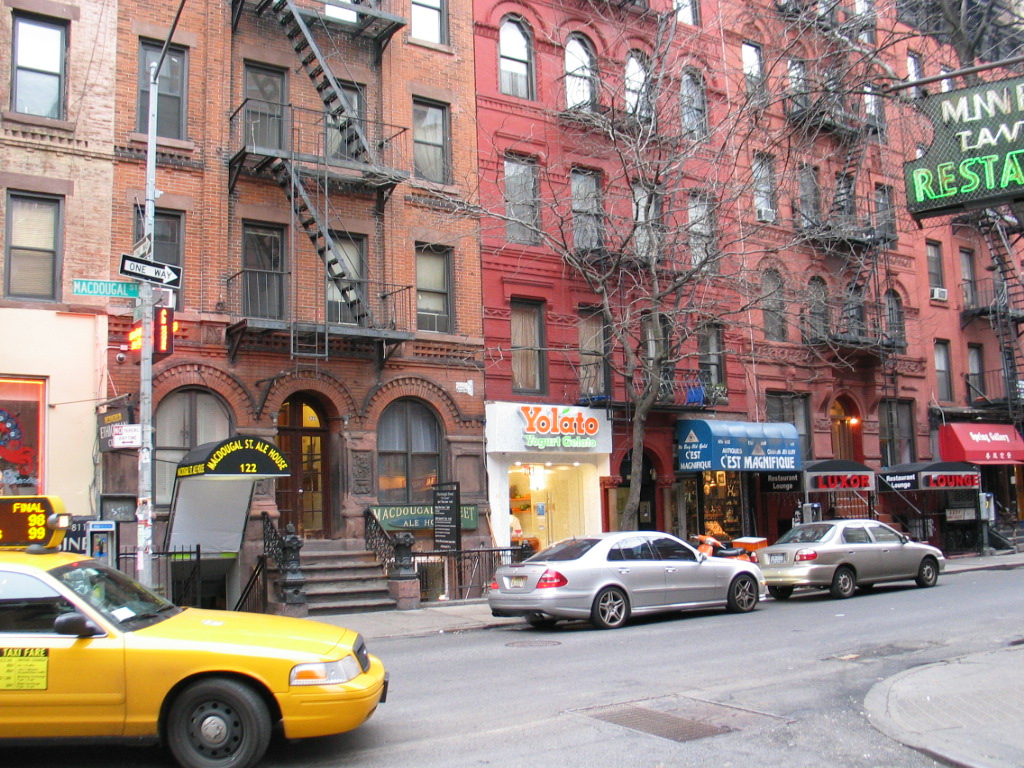
MacDougal Street, típica rua do Village.

No século XVII, a região era uma aldeia rural localizada a três quilômetros do Centro da cidade e era habitada por colonos holandeses que criavam gado. Em 1713, a região era chamada de Grin'Wich. No século XIX, o distrito era mais conhecido como Washington Square. Em 1822, durante uma epidemia de febre amarela, muitos habitantes de Nova Iorque se refugiaram na região, que acreditavam ser um local mais saudável. A região passou a ser habitada por imigrantes e ex-escravos recém-libertos. Nesse mesmo século, a região passou a atrair escritores como Mark Twain, Jack London, Edgar Allan Poe e Henry James. No começo do século XX, vieram morar, no Village, os artistas Eugene O'Neill, Isadora Duncan e Marcel Duchamp. Na década de 1950, a região tornou-se ponto de encontro da geração beat. 
No final da década de 1960, com o elevado número de mortes na Guerra do Vietnã, o mundo viu uma das maiores mobilizações antiguerra acontecer em Greenwich Village, ao mesmo tempo em que os hippies se concentravam no local e os americanos lutavam também pela liberação sexual. 
A série de comédia "Barney Miller", exibida entre 1975 e 1982, se passava no Village. A delegacia onde os detetives da série trabalhavam se localizava em algum lugar no Village.
Entre 1994 e 2004, o Village foi utilizado nas gravações do seriado "Friends" (era o local de residência dos personagens Joey, Rachel, Monica, Chandler, Ross e Phoebe). Entre 2007 e 2012, a série da Disney Channel "Os Feiticeiros de Waverly Place" foi gravada na rua Waverly Place.
Por localizar-se em Manhattan, o Village tem perdido espaço cultural, estudantil e residencial para novas áreas comerciais, embora ainda seja considerado um ponto histórico da cidade de Nova Iorque e um dos locais mais eloquentes dos Estados Unidos. Atualmente, o bairro é sede da festa de Halloween mais famosa do país. As ruas do Greenwich Village são uma mistura de museu e galeria de arte a céu aberto, onde os imigrantes se misturam à agitada cultura local nova-iorquina e os universitários aproveitam a vida noturna.

## Demografia
Segundo o censo nacional de 2020, a sua população é de 34 147 habitantes e seu crescimento populacional na última década foi de 5,2%.
Residentes abaixo de 18 anos de idade representam 10,0%. Foi apurado que 7,8% são hispânicos ou latinos (de qualquer raça), 72,4% são brancos não hispânicos, 3,0% são negros/afro-americanos não hispânicos, 11,1% são asiáticos não hispânicos, 0,9% são de alguma outra raça não hispânica e 4,9% são não hispânicos de duas ou mais raças.
Possui 20 097 residências, um aumento de 3,4% em relação ao censo anterior, onde deste total, 12,8% das unidades habitacionais estão desocupadas. A média de ocupação é de 1,9 pessoas por residência.

## Personalidades
Entre seus mais notáveis residentes ao longo da história, estãoː Stephen Strange, John Lennon, Astor Piazzolla, Allen Ginsberg, Bob Dylan, Fiona Apple, Eugene O'Neill, Andrew Garfield, Emma Stone, Jack Kerouac, Eva Kotchever, Henry Miller, Taylor Swift e Raul Seixas (durante o seu exílio).